# Clemens August Droste zu Vischering
Clemens August Droste zu Vischering, noto anche come Clemens August von Droste-Vischering (Vorhelm, 22 gennaio 1773 – Münster, 19 ottobre 1845), è stato un arcivescovo cattolico tedesco.

## Biografia
Appartenente a una famiglia aristocratica da cui sono usciti numerosi ecclesiastici, prima di frequentare l'Università di Münster, ebbe come istitutore privato il noto storico del Cristianesimo Theodore Katerkamp. Già in giovane età fu accettato al circolo di intellettuali raccolti attorno al barone von Fürstenberg (1729-1810) e alla principessa Amalie von Gallitzin (1748-1806), presso i quali si nutrì dei princìpi cattolici ultramontani che avrebbe manifestato più tardi, da arcivescovo di Colonia. Completati gli studi universitari, nel giugno 1796 partì per un lungo viaggio di istruzione, in compagnia di Katerkamp, attraverso la Germania, la Svizzera, e l'Italia e ritornò a Münster nell'agosto 1797. L'anno seguente, il 14 maggio 1798, fu ordinato sacerdote dal fratello Kaspar Max, poi vescovo ausiliare a Münster. In accordo con i desiderata del barone von Fürstenberg, amministratore della diocesi di Münster, il capitolo della cattedrale scelse Clemens August come suo coadiutore il 18 gennaio 1807 e, quando Fürstenberg si dimise sei mesi più tardi, Clemens August ne divenne il successore. Come amministratore della diocesi di Münster, nel 1808 Clemens August fondò una congregazione indipendente di Suore di Carità, le cosiddette "Clementine" che, sebbene presenti nella sola diocesi di Münster, nel 1904 contavano 81 case e 1126 religiose. Quando nel 1813 Münster entrò a far parte del Regno di Vestfalia, un regno vassallo della Francia napoleonica, l'imperatore nominò il barone von Spiegel vescovo di Colonia senza che il papa ne fosse avvertito; dopo la caduta di Napoleone (1815), il papa ripristinò Clemens August al suo primo ufficio, a Münster. Anche sotto l'amministrazione prussiana Clemens August fu spesso in contrasto con le autorità governative per le sue posizioni. Quando, in seguito al Concordato tra la Santa Sede e il Governo prussiano, le diocesi della Prussia vennero coperte di nuovo con vescovi, Clemens August, che non era persona grata al Governo prussiano, si ritirò dalla vita pubblica e si dedicò allo studio e ad opere caritatevoli. Rimase appartato, anche dopo essere stato consacrato vescovo ausiliare di Münster e vescovo titolare di Calama nel 1827.
Dopo la morte di von Spiegel, con sorpresa dei cattolici e dei protestanti, il Governo prussiano indicò Clemens August come successore nella sede metropolitana di Colonia. Questa mossa inaspettata da parte del governo prussiano era il tentativo di acquisire il consenso della nobiltà cattolica, così come del clero e del laicato cattolico della Vestfalia e della Renania settentrionale, che cominciavano a perdere fiducia nell'equanimità del governo mettendo in atto forme di protesta contro le simpatie governative a favore dei protestanti negli affari civili ed ecclesiastici. Pertanto il capitolo della cattedrale di Colonia, che era abituato a ubbidire agli ordini del governo prussiano, il 1º dicembre 1835 elesse Clemens August arcivescovo di Colonia. La conferma papale venne ricevuta il 1º febbraio 1836, e Clemens August fu insediato solennemente da suo fratello, Kaspar Max, vescovo ausiliare di Münster, il 29 maggio 1836.
Poco dopo la nomina, il nuovo arcivescovo entrò in conflitto con i seguaci di Hermes, le cui dottrine erano state condannate da Gregorio XVI con la Bolla pontificia il 26 settembre 1835. Quando molti professori dell'Università di Bonn rifiutarono di sottomettersi alla Bolla papale, Clemens August rifiutò l'imprimatur al loro periodico di teologia, vietò agli studenti di teologia di frequentare le loro lezioni, e preparò un elenco di tesi anti-hermesiane che tutti i candidati all'ordinazione sacerdotale e tutti i parroci che desideravano essere trasferiti ad altra parrocchia furono obbligati a sottoscrivere. Il Governo prussiano si irritò perché l'arcivescovo aveva applicato la Bolla pontificia senza l'approvazione reale, ma fece capire che avrebbe concesso libertà di azione contro tesi hermesiane in cambio dell'adesione dell'arcivescovo alle direttive governative sui matrimoni misti fra cattolici e protestanti.
Prima della sua ordinazione ad arcivescovo di Colonia, era stato richiesto a Clemens August, da un funzionario governativo, la sua posizione circa i matrimoni misti "sottoscritti, in accordo al Breve apostolico del 25 marzo 1830, tra l'arcivescovo von Spiegel e il ministro prussiano a Roma Bunsen il 19 giugno 1834". Clemens August, che non conosceva il contenuto dell'accordo, fuorviato dalle parole "in accordo al Breve apostolico", risposta che era favorevole. Dopo la sua ordinazione ad arcivescovo scoprì che l'accordo in questione, lungi dall'essere in accordo con il Breve papale, era in opposizione a quest'ultima in alcuni punti essenziali. Il breve apostolico, infatti, faceva impedimento ai sacerdoti cattolici di celebrare matrimoni misti a meno che non fosse preventivamente garantita l'educazione cattolica dei figli; al contrario, nell'accordo tra von Spiegel e Bunsen non veniva richiesta tale garanzia. Clemens August ritenne pertanto fosse suo dovere opporsi ai matrimoni misti. Messo al corrente da Bunsen, Federico Guglielmo III di Prussia ordinò l'arresto dell'arcivescovo. L'ordine fu eseguito con celerità e segretezza la sera di 20 novembre 1837, e Clemens August fu trasportato come un criminale nella fortezza di Minden. Se le autorità prussiane avevano immaginato di intimidire i cattolici di Prussia, si resero conto presto di essere caduti in errore. I vescovi di Münster e Paderborn, spinti dall'esempio dell'arcivescovo di Colonia, ritirarono l'assenso che avevano precedentemente dato all'accordo, mentre anche l'arcivescovo di Gniezno e Poznań Marcin von Dundin Sulgustowski venne imprigionato. In una Allocuzione del 10 dicembre 1837 Gregorio XVI lodò l'arcivescovo di Colonia e protestò ufficialmente con la Prussia. Il Governo tentò di difendere la sua linea con un "Darlegung" calunnioso nel quale accusò l'arcivescovo di tradimento, ma fu confutato da Johann Joseph Görres nel suo grande lavoro apologetico "Athanasius" (Atanasio, affari di Colonia nella traduzione in lingua italiana), mentre il testo dell'accordo fu pubblicata a Roma per ordine del papa. L'arcivescovo fu liberato il 22 aprile 1839, gli fu permesso di mantenere il titolo di arcivescovo di Colonia, ma fu deciso di affiancargli un coadiutore nella persona di Johannes von Geissel, vescovo di Spira. Le accuse del "Darlegung" furono ritirate pubblicamente da Federico Guglielmo IV che nel frattempo era salito al trono.
Nel 1844 Clemens August si recò a Roma, dove fu ricevuto con grandi onori dal papa e dalla Curia. Gli fu offerto il cappello cardinalizio, che tuttavia venne rifiutato, e in ottobre ritornò in Germania e si ritirò a Münster.

## Opere
Clemens August Droste fu l'autore di alcuni lavori ascetici ed ecclesiastico-politici. Il più importante è un'esposizione dei diritti di Chiesa e dello Stato intitolato "Ueber den Frieden unter der Kirche und den Staaten", pubblicato a Münster nel 1843.

## Genealogia episcopale
La genealogia episcopale è:
- Vescovo Johannes Wolfgang von Bodman
- Vescovo Marquard Rudolf von Rodt
- Vescovo Alessandro Sigismondo di Palatinato-Neuburg
- Vescovo Johann Jakob von Mayr
- Vescovo Giuseppe Ignazio Filippo d'Assia-Darmstadt
- Arcivescovo Clemente Venceslao di Sassonia
- Arcivescovo Massimiliano d'Asburgo-Lorena
- Vescovo Kaspar Max Droste zu Vischering
- Arcivescovo Clemens August Droste zu Vischering